# Sint-Samsonkerk (Ebblingem)
De Sint-Samsonkerk (Frans: Église Saint-Samson) is de parochiekerk van de gemeente Ebblingem in het Franse Noorderdepartement.
De kerk is gewijd aan de heilige Samson van Dol (Sint-Samson).

## Gebouw
Het betreft een tweebeukige kerk met een met leien bedekte dakruiter op de voorgevel. De kerk heeft een bescheiden transept waarin twee laatgotische vensters.

## Interieur
De kerk bezit een biechtstoel in renaissancestijl uit 1616, afkomstig uit de voormalige Abdij van de Woestine in Ruisscheure. Daarnaast is er ook nog een biechtstoel uit de 18e of 19e eeuw, een 18e-eeuwse communiebank, een lambrisering in rococostijl, een marmeren grafzerk van 1820, een oude stenen doopvont en kerksieraden, afkomstig van de Abdij van Klaarmares.